# Persquen
Persquen [pɛʁskɛn] est une commune française, située dans le département du Morbihan en région Bretagne.

## Géographie
| - Carte topographique de la commune de Persquen. |

### Localisation
Le bourg de Persquen, légèrement excentré au nord de la commune, est situé à vol d'oiseau à 18 km à l'ouest de Pontivy, à 34 km au nord de Lorient et à 53 km au nord-ouest de Vannes. La commune de Persquen appartient sur le plan administratif à la communauté de communes du Pays du Roi Morvan et à l'arrondissement de Pontivy. Elle appartient par ses traditions au Pays Pourlet et à la Basse-Bretagne. Elle appartient sur le plan historique au Broërec.
| Lignol    | Locmalo  |       |
|           | Persquen |       |
| Inguiniel |          | Bubry |

### Hydrographie
Pour un article plus général, voir Réseau hydrographique du Morbihan.
La commune est située dans le bassin Loire-Bretagne. Elle est drainée par le Scorff, le ruisseau du Chapelain, le ruisseau de Goah mout, le ruisseau de Saint-vincent et divers autres petits cours d'eau,.
Le Scorff, d'une longueur de 79 km, prend sa source dans la commune de Ploërdut et se jette  dans le Blavet en limite de Lorient et de Lanester, après avoir traversé 18 communes. 

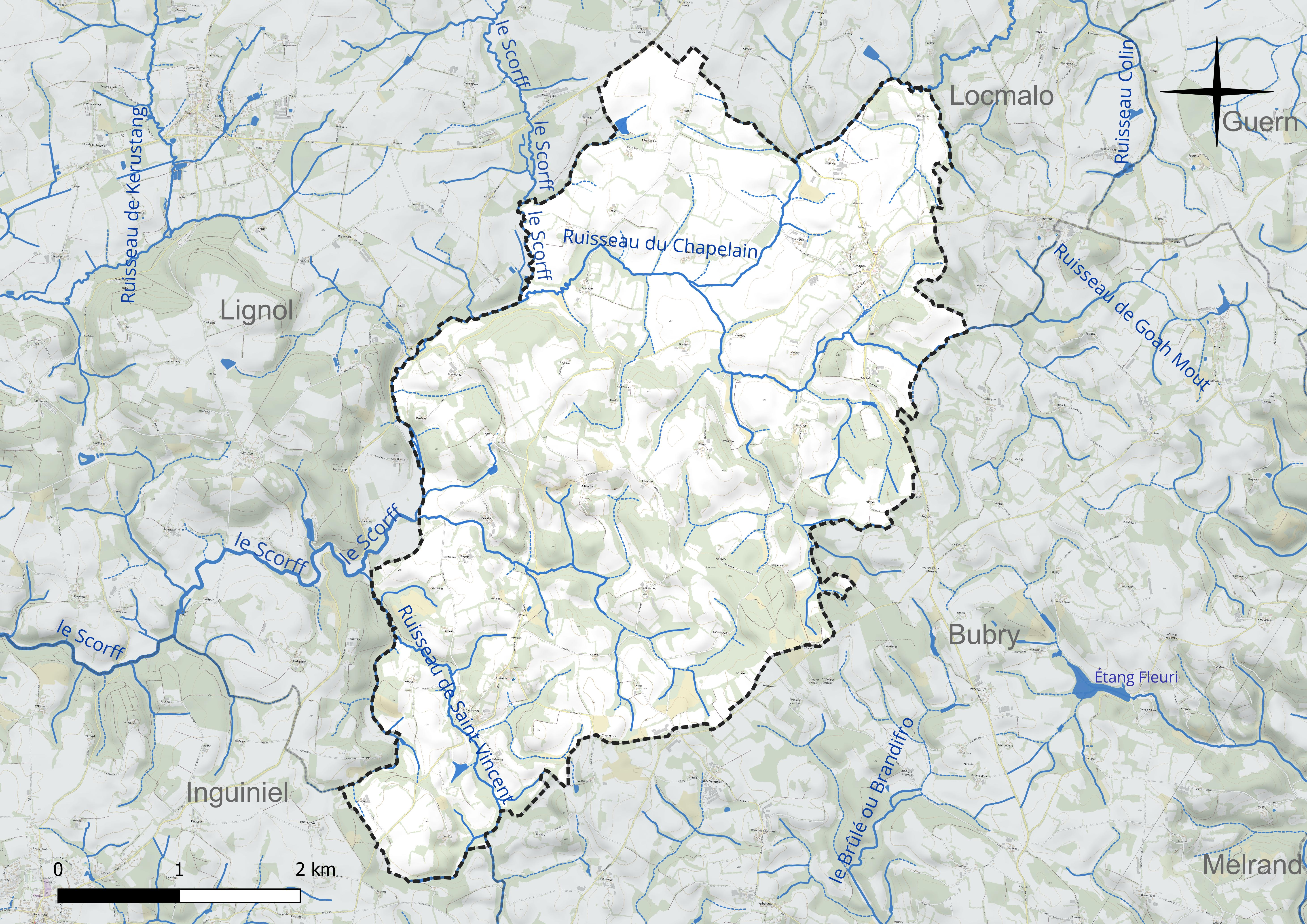
Réseau hydrographique de Persquen.

Le Chapelain, d'une longueur de 11 km, prend sa source dans la commune de Locmalo et se jette  dans le Scorff à Lignol. 

### Climat
Pour des articles plus généraux, voir Climat de la Bretagne et Climat du Morbihan.
En 2010, le climat de la commune est de type climat océanique franc, selon une étude du CNRS s'appuyant sur une série de données couvrant la période 1971-2000. En 2020, Météo-France publie une typologie des climats de la France métropolitaine dans laquelle la commune est exposée à un climat océanique et est dans la région climatique  Bretagne orientale et méridionale, Pays nantais, Vendée, caractérisée par une faible pluviométrie en été et une bonne insolation. Parallèlement l'observatoire de l'environnement en Bretagne publie en 2020 un zonage climatique de la région Bretagne, s'appuyant sur des données de Météo-France de 2009. La commune est, selon ce zonage, dans la zone « Intérieur », exposée à un climat médian, à dominante océanique.
Pour la période 1971-2000, la température annuelle moyenne est de 11,1 °C, avec une amplitude thermique annuelle de 11,9 °C. Le cumul annuel moyen de précipitations est de 1 041 mm, avec 16 jours de précipitations en janvier et 8 jours en juillet. Pour la période 1991-2020, la température moyenne annuelle observée sur la station météorologique la plus proche, située sur la commune de Plouay à 16 km à vol d'oiseau, est de 11,8 °C et le cumul annuel moyen de précipitations est de 1 149,0 mm,. Pour l'avenir, les paramètres climatiques de la commune estimés pour 2050 selon différents scénarios d’émission de gaz à effet de serre sont consultables sur un site dédié publié par Météo-France en novembre 2022.

## Urbanisme

### Typologie
Au 1er janvier 2024, Persquen est catégorisée commune rurale à habitat très dispersé, selon la nouvelle grille communale de densité à sept niveaux définie par l'Insee en 2022.
Elle est située hors unité urbaine et hors attraction des villes,.

### Occupation des sols

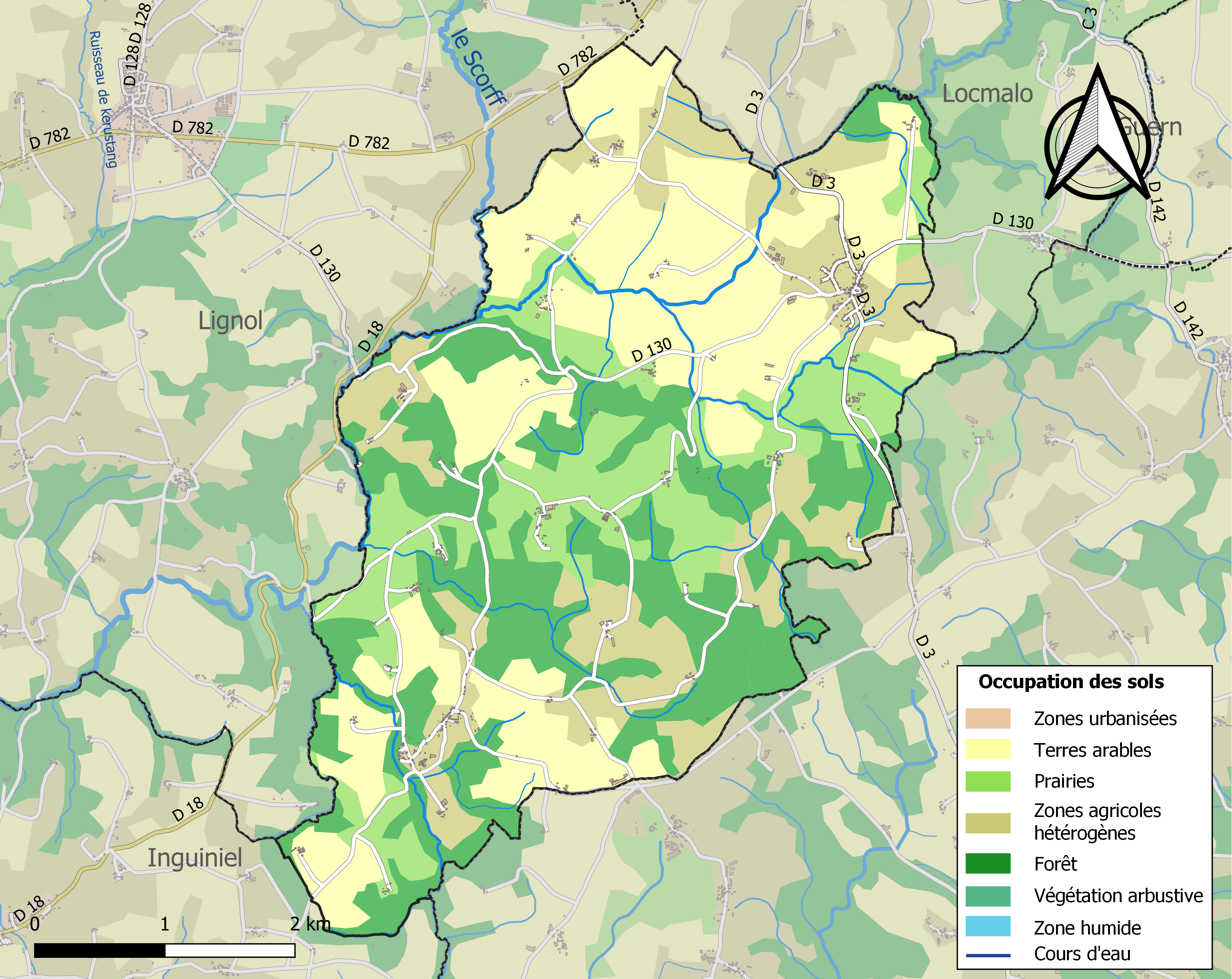
Carte des infrastructures et de l'occupation des sols de la commune en 2018 (CLC).

Le tableau ci-dessous présente l'occupation des sols de la commune en 2018, telle qu'elle ressort de la base de données européenne d’occupation biophysique des sols Corine Land Cover (CLC).
| Type d’occupation                                                                   | Pourcentage | Superficie (en hectares) |
| ----------------------------------------------------------------------------------- | ----------- | ------------------------ |
| Terres arables hors périmètres d'irrigation                                         | 34,0 %      | 682                      |
| Prairies et autres surfaces toujours en herbe                                       | 18,3 %      | 367                      |
| Systèmes culturaux et parcellaires complexes                                        | 17,2 %      | 346                      |
| Surfaces essentiellement agricoles interrompues par des espaces naturels importants | 1,7 %       | 34                       |
| Forêts de feuillus                                                                  | 20,9 %      | 419                      |
| Forêts mélangées                                                                    | 7,9 %       | 158                      |
| Source : Corine Land Cover                                                          |             |                          |

### Morphologie urbaine
La commune possède un habitat dispersé. Outre le bourg, qui constitue l'agglomération principale, on dénombre 41 lieux-dits ou écarts, le plus souvent constitués de deux ou trois maisons. Le village de Pénéty, au sud de la commune, constitue une importante agglomération secondaire. Il y avait autrefois des commerces et une école.

## Histoire

### Origines de la paroisse
Persquen est, semble-t-il, issu d’un démembrement de l'ancienne paroisse primitive de Plousquen[réf. souhaitée] (aujourd'hui disparue) à 1 500 m à l'ouest du bourg. Le lieu-dit Plousquen témoigne probablement d'un déplacement du bourg concomitant à ce démembrement lié à l'érection en paroisse de Locmalo, sinon l'ancien bourg aurait abandonné son nom au nouveau et serait devenu Koh-Plousken. Persquen est citée comme paroisse en 1387 et est placée sous le titre de Saint Adrien.

### Moyen-Âge
Le manoir de Penvern fut vendu, l'an 1370, par Jean sire de Longueval et Jeanne de Beaumetz, son épouse, à Jean, vicomte de Rohan. Cette terre est une juveignerie de la principauté de Guémené. Elle a haute, moyenne et basse justice. En 1430, on voyait aussi les maisons nobles de Kergueson et Boteren à Alain Le Picot, le manoir de Hoarivoa à Charles Le Pervez, le manoir de Sullaido à Charles Le Guellec, et celui de Kerveno à Hervé Coëteven. La terre et seigneurie de Plousquen sont possédées en 1507 par Vincent II de Plœuc et son épouse Jeanne de Rosmadec.
À l’époque féodale et sous l'Ancien Régime, la paroisse de Persquen relève de la seigneurie de Guémené (ou Kemenet-Guegant), érigée en principauté en septembre 1570 par le roi Charles IX, et de la sénéchaussée d'Hennebont.

### XVIIIesiècle
Le géographe Jean-Baptiste Ogée écrit au sujet de la paroisse de Persquen à la fin du XVIIIe siècle : Cette paroisse ressortit à Hennebont et compte alors 900 communiants. La cure est à l'alternative. « Ce territoire est un pays couvert [de bocage], plein de coteaux, de vallons et coupé de ruisseaux qui arrosent des prairies et vont se jeter dans les rivières de Blavet et du Scorff. Les terres produisent du grain et du cidre, mais elles ne sont pas exactement cultivées car on y voit des landes très étendues ».

### LeXIXesiècle
La première école de Persquen, tenue par les religieux, a été ouverte en 1865. C'est une école mixte. En 1867, l'inspecteur de l'education nationale constate le sol en terre battue, humide et malsain de la salle de classe qu'il invite à planchéier. 42 élèves sont inscrits en 1868. Le même inspecteur note en 1868 qu'à Persquen, le curé, chose rare en Bretagne, est ami de l'instruction et insiste fréquemment en chaire pour que les parents envoient leurs enfants à l'école. En 1877, la salle de classe où se pressent 48 élèves ne mesure que 48 m2 (9,60 mètres sur 5 mètres). Il a fallu attendre 1899 pour que soit appliqué à Persquen la loi de laïcisation du 26 mars 1882 et qu'une école publique soit créée.

### LeXXesiècle

#### La Première Guerre mondiale

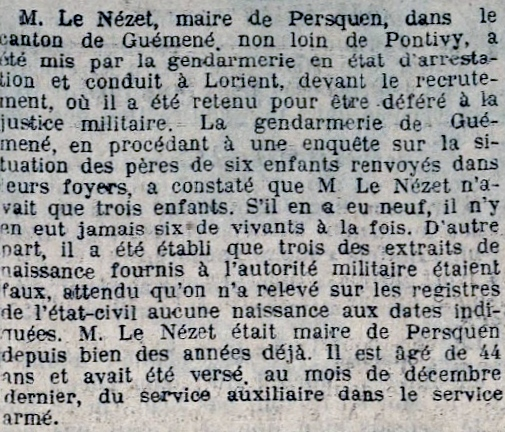
L'arrestation du maire de Persquen en janvier 1916 en raison de sa tentative d'échapper à la mobilisation (Journal La Dépêche de Brest et de l'Ouest du 25 janvier 1916).

Le monument aux morts de Persquen porte les noms de 53 soldats morts pour la France pendant la Première Guerre mondiale.

#### L'Entre-deux-guerres
Joseph Le Sciellour, né à Persquen en 1890, soldat du Bataillon mixte de Chine, est mort en Mandchourie le 1er août 1919 et L.-M. Le Hyaric, lui aussi soldat, est mort au Maroc le 22 août 1925.

#### La Seconde Guerre mondiale
Le monument aux morts de Persquen porte les noms de 7 personnes mortes pour la France pendant la Seconde Guerre mondiale.
Le 15 juin 1944 , après un accrochage en plain bourg  de Bubry entre des Allemands et des maquisards, les occupants incendièrent l'hôtel de Joseph Masson, originaire de Persquen, et emmenèrent celui-ci, accusé d'avoir hébergé des « terroristes », à Guémené-sur-Scorff où il fut torturé avant d'être abattu le 18 juin 1944 ; ce n'est qu'en juillet 1947 qu'un milicien révéla l'endroit où il avait été enterré ; ses obsèques en présence de plus de 600 personnes furent célébrées le 31 juillet 1947 à Bubry.

#### L'Après Seconde Guerre mondiale
Armand Le Gallo, soldat originaire de Persquen, est mort pour la France pendant la Guerre d'Algérie.

## Toponymie
Son nom breton est Perken, prononcé [pɛʁˈcən].
L'étymologie du toponyme Persquen  est discutée (grammatici certant). Il pourrait venir du vieux breton « perth ken » (belle haie) ou du breton « perchen » pouvant signifier perche, voire du breton « perzh », part, partie, suivi de Sken, un hagionyme.

## Démographie
L'évolution du nombre d'habitants est connue à travers les recensements de la population effectués dans la commune depuis 1793. Pour les communes de moins de 10 000 habitants, une enquête de recensement portant sur toute la population est réalisée tous les cinq ans, les populations de référence des années intermédiaires étant quant à elles estimées par interpolation ou extrapolation. Pour la commune, le premier recensement exhaustif entrant dans le cadre du nouveau dispositif a été réalisé en 2008.

En 2022, la commune comptait 358 habitants, en évolution de +5,29 % par rapport à 2016 (Morbihan : +3,82 %, France hors Mayotte : +2,11 %).
| 1793 | 1800 | 1806 | 1821 | 1831  | 1836  | 1841 | 1846  | 1851  |
| ---- | ---- | ---- | ---- | ----- | ----- | ---- | ----- | ----- |
| 996  | 955  | 880  | 983  | 1 028 | 1 074 | 963  | 1 060 | 1 038 |

| 1856  | 1861  | 1866  | 1872 | 1876 | 1881  | 1886 | 1891  | 1896 |
| ----- | ----- | ----- | ---- | ---- | ----- | ---- | ----- | ---- |
| 1 002 | 1 028 | 1 046 | 924  | 966  | 1 009 | 967  | 1 016 | 982  |

| 1901 | 1906  | 1911  | 1921 | 1926 | 1931 | 1936 | 1946 | 1954 |
| ---- | ----- | ----- | ---- | ---- | ---- | ---- | ---- | ---- |
| 967  | 1 030 | 1 010 | 918  | 905  | 817  | 835  | 837  | 683  |

| 1962 | 1968 | 1975 | 1982 | 1990 | 1999 | 2006 | 2008 | 2013 |
| ---- | ---- | ---- | ---- | ---- | ---- | ---- | ---- | ---- |
| 619  | 623  | 544  | 531  | 399  | 352  | 335  | 329  | 329  |

| 2018 | 2022 | - | - | - | - | - | - | - |
| ---- | ---- | - | - | - | - | - | - | - |
| 351  | 358  | - | - | - | - | - | - | - |

## Politique et administration
| Période                                  | Période                    | Identité          | Étiquette | Qualité                                                                              |
| ---------------------------------------- | -------------------------- | ----------------- | --------- | ------------------------------------------------------------------------------------ |
|                                          |                            |                   |           |                                                                                      |
|                                          | 1916                       | Le Nézet          |           | Arrêté en janvier 1916 pour tentative de se soustraire à ses obligations militaires. |
|                                          |                            |                   |           |                                                                                      |
| ?                                        | 1978 (décès)               | Joseph Jan        |           |                                                                                      |
| novembre 1978                            | mars 1983[réf. nécessaire] | Joseph Rio        |           |                                                                                      |
| mars 1983                                | mars 2001                  | Raymond Rivallain |           |                                                                                      |
| mars 2001                                | avril 2014                 | Robert Le Fourner |           | Retraité de la gendarmerie                                                           |
| avril 2014                               | 3 juillet 2020             | Michel Le Gallo   |           |                                                                                      |
| 3 juillet 2020                           | En cours                   | Myriam Chenais    |           |                                                                                      |
| Les données manquantes sont à compléter. |                            |                   |           |                                                                                      |

## Lieux et monuments

### Église et chapelles

#### Église Saint-Adrien (XVe,XVIIeetXIXesiècles)
L'église a été reconstruite en grande partie au commencement du XVIe siècle, sur l'emplacement et les ruines d'un édifice roman.

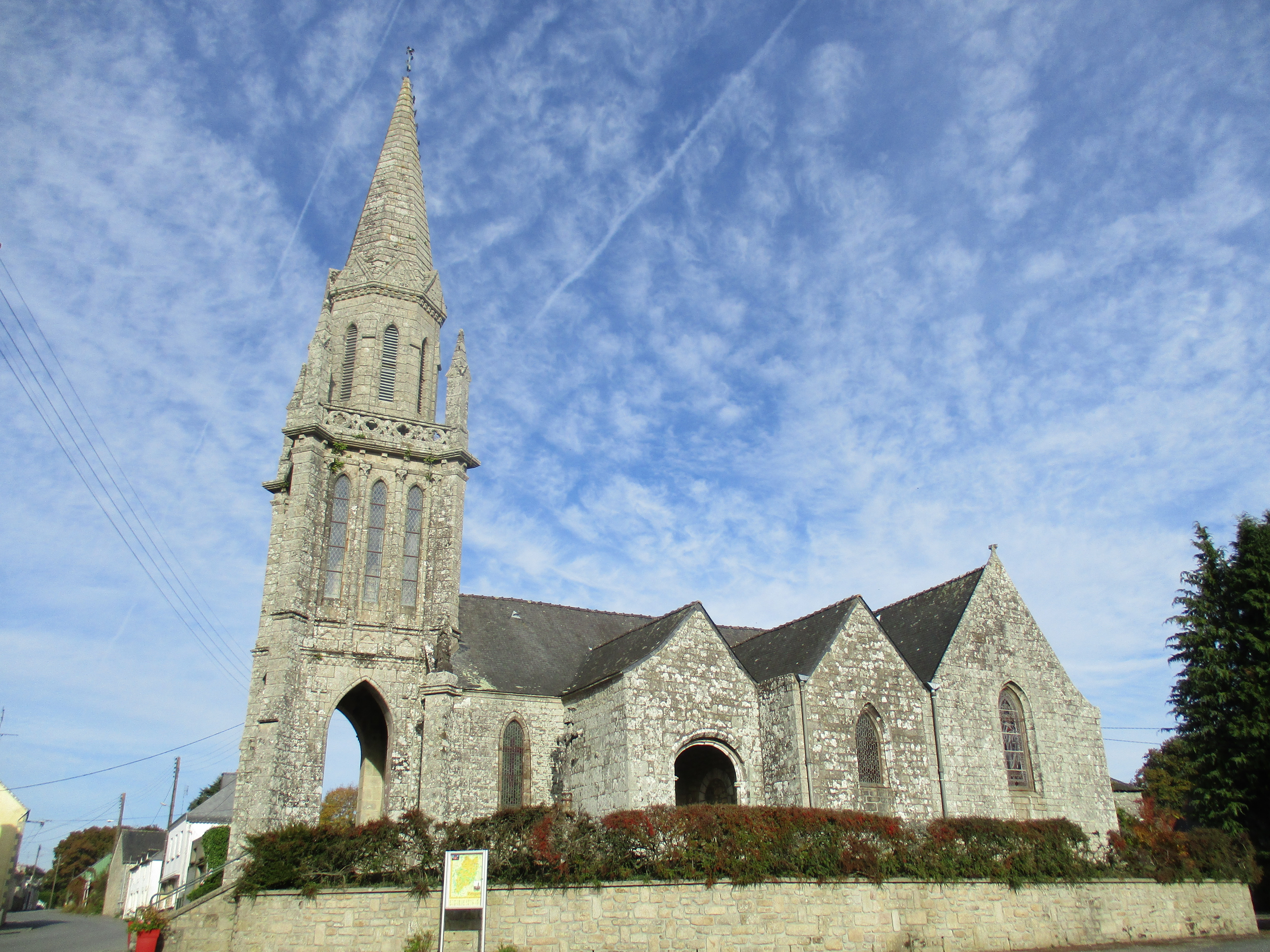
L'église Saint-Adrien.

#### Chapelle Notre-Dame de Pénéty
La légende rapporte que la Vierge apparut sur le site au cultivateur René Guillemot, lui demandant de reconstruire sa chapelle ruinée. En tout cas l'édifice fut bâti vers 1600 (date sur la porte ouest) et le nom breton Peneti désigne un ancien ermitage. La chapelle est partiellement réédifiée en 1722 et restaurée aux siècles suivant. La fontaine (1686), la sacristie et un presbytère (1828) complète cet ensemble autour duquel se développe un village avec commerces et école. Notre-Dame de Pénety devient un pèlerinage fort couru dans le diocèse de Vannes. Dans le chœur, lambrissé et délimité par une clôture en fer forgé, le décor illustre la vie de la Vierge et ses bienfaits en ces lieux tels les ex-voto peints.La statue de Notre-Dame de Pénety (fin XVIIe siècle) côtoie Notre-Dame de Vrai Secours (XVIIe siècle), saint Gervais (XVIIe siècle) , saint Cornély (XIXe siècle) et sainte Marguerite (fin XVIIIe siècle).

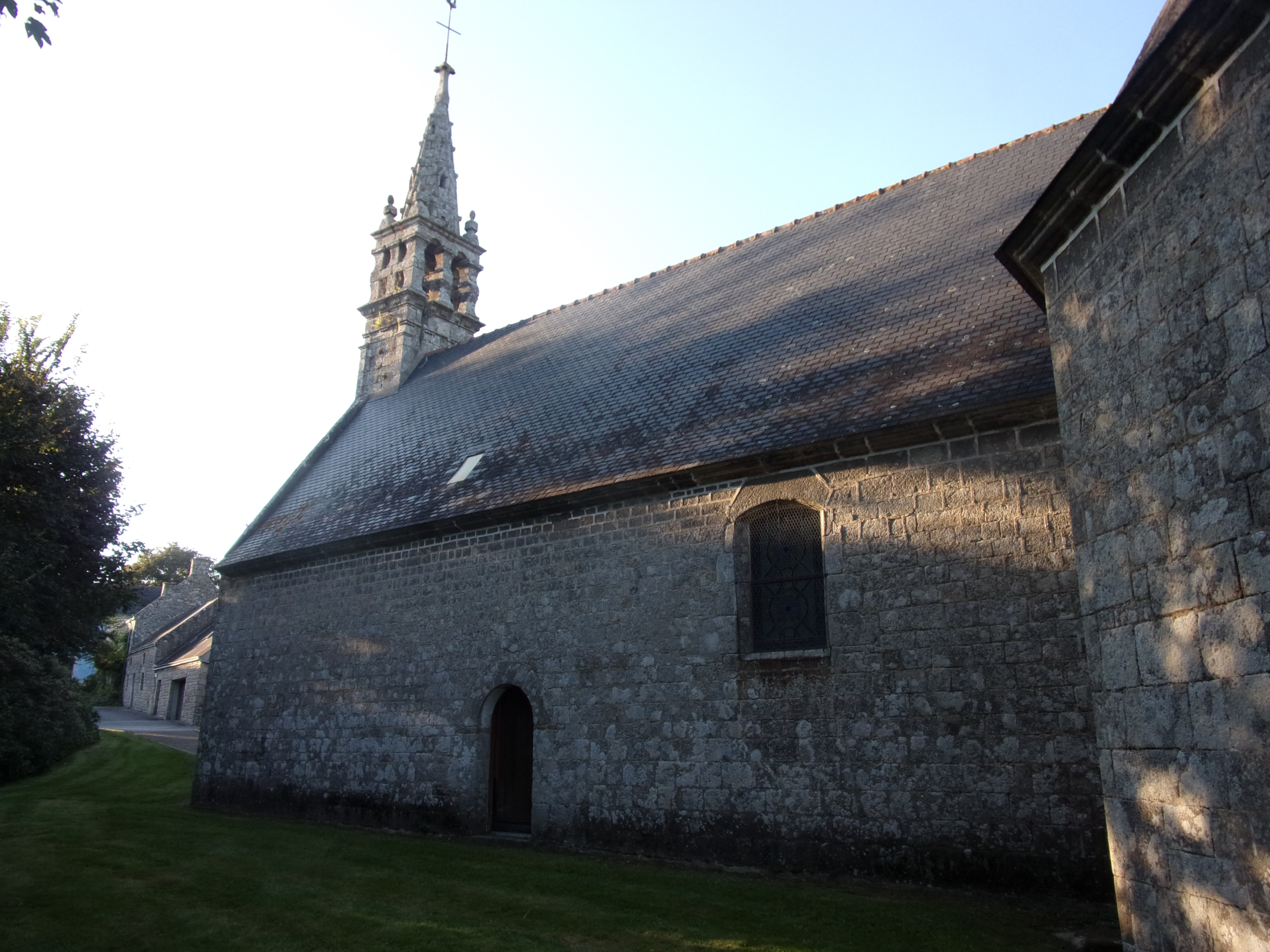
Façade sud de la chapelle de Pénéty.

### Châteaux et manoirs
- le château de Kerohel  (XVe-XVIe, XVIIIe-XIXe siècles). La seigneurie de Kerohel ou Ker-Hoël appartenait à Jeanne Huby en 1633. Il semble que ce château ait remplacé un manoir du XIe siècle. Le duc Hoël III, qui régnait en Bretagne de 1066 à 1084, serait venu en 1080 rendre visite au seigneur du lieu, lequel aurait par la suite baptisé le lieu du nom du duc. La fameuse Marion du Faouët s'y serait réfugiée vers 1735-1740. Le château actuel est édifié au XVIIIe siècle et au XIXe siècle (la tour carrée est achevée en 1902) reconstruit au milieu du XVIIIe siècle à l'emplacement d’un édifice primitif du XIVe siècle. L'édifice primitif est vendu en 1377 par Jehan, sire de Longueval, au vicomte de Rohan ;
- le château de Penvern ;
- le manoir du Hoariva date du XVIIe siècle, il est inscrit à l'inventaire général du patrimoine culturel[32].
- le manoir du Sulliado date du XVIe siècle, il est inscrit à l'inventaire général du patrimoine culturel[33].

## Héraldique
| Blason de Persquen | Blason  | Tiercé en pairle renversé: au 1er d'argent à trois mouchetures d'hermine de sable, au 2e d'azur à la cotice ondée en barre d'argent, alésée en pointe et accompagnée de trois poires feuillées d'or, deux à dextre rangées en barre, une à senestre, au 3e de sinople au lion d'or couché sur un glaive d'argent, posé en fasce, la garde d'or à dextre. |
| Blason de Persquen | Détails | Le statut officiel du blason reste à déterminer. |